# Неврединов, Рустам Абдуллович
Рустам Абдуллович Неврединов (род. 20 ноября 1953, Дорогобуж, Смоленская область) — российский композитор, автор-исполнитель, член Союза композиторов республики Татарстан (Московское отделение), член Союза писателей России (2012), в течение нескольких лет являлся руководителем театра «Альфа-Арт».

## Биография

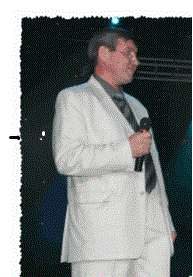
Рустам Неврединов на своём юбилейном вечере в гостинице «Космос» (ноябрь 2003 года)

Рустам Неврединов родился в семье военнослужащего. Предки Рустама — из Нижегородской области (родители его отца из деревни Анда, а матери — из деревни Ендовище, Сергачского района). В детстве окончил гарнизонную музыкальную школу по классу баяна, затем самостоятельно освоил пианино, гитару и ксилофон. В 1975 году окончил Казанское высшее военное инженерное училище ракетных войск; в 1982 году — высшие курсы военной контрразведки, а затем Академию федеральной службы безопасности им. Ф. Э. Дзержинского. Проходил службу в группе Советских войск в Германии, в Закавказье и в Московском военном округе. Имеет звание полковника. После увольнения в запас длительное время служил в Федеральной службе налоговой полиции РФ и Министерстве по Налогам и Сборам РФ. Советник Налоговой службы Российской Федерации второго ранга. Песни пытался сочинять ещё в детском возрасте, однако профессионально композиторской деятельностью занялся лишь в 1999 году, хотя, по его же признанию, у него нет специального композиторского образования. Произошло это благодаря известному композитору и пианисту Вадиму Лоткину, который познакомил Рустама с популярными поэтами-песенниками. Первую профессиональную песню Неврединова на стихи Михаила Танича «Теплоход прогулочный» записал в 1999 году Валерий Сюткин. Затем в 2000 году следующую песню «Мой поезд ещё не ушёл» на стихи Симона Осиашвили исполнил Николай Караченцов. Практически сразу же на эти две песни были сняты два видеоклипа, в которых снялся и сам Рустам. На сегодняшний день песни Неврединова входят в репертуар таких артистов, как Валерий Сюткин, Николай Караченцов, Ренат Ибрагимов, Павел Смеян, Елена Камбурова, Лев Лещенко, Дмитрий Дюжев, Роза Хабибуллина, Галина Журавлёва (Журга) и детский коллектив «Непоседы». В марте 2004 года песня Неврединова «Дни сентября» (сл. Елены Голубенковой) в исполнении Журги и Николая Караченцова была удостоена премии «Шансон года». Многие свои произведения Неврединов исполняет сам (большинство песен на военно-патриотическую тему: «Полковник особого отдела», «Москва-Ханкала», «Весна на Поклонной горе», «Память», «Альфа идет!» и др.), выступает с концертными программами. В творческом активе музыкальные произведения на стихи таких поэтов, как Михаил Танич, Симон Осиашвили, Ирина Павлюткина, Назифа Каримова, Елена Голубенкова, Юлия Нифонтова. Большую часть произведений Рустам написал на стихи своей супруги — поэтессы Олеси Борисовой. В 2002 году после террористического акта на Дубровке ими написана песня «Вы Россию несли на руках», которая посвящается спецподразделению «Альфа». В 2008 году Национальным антитеррористическим комитетом (НАК) за песню «Альфа» идет!» Рустам Неврединов был награждён памятной медалью. Но широкую известность Неврединов получил после выпуска студией «Союз» аудиокниги Юлиана Семёнова «Семнадцать мгновений весны». Для этого проекта им написаны три песни и музыкальная тема. В 2012 году совместно с супругой Олесей Борисовой он написал книгу «Полковник особого отдела. Архивы памяти» о военных контрразведчиках. В настоящее время супругами Неврединовыми закончена работа над мюзиклом «Москва — Петербург. История любви».
С конца 2002 года и в течение нескольких лет Рустам являлся руководителем театра «Альфа-Арт» — организации в составе Ассоциации ветеранов подразделения антитеррора «Альфа». Задачей театра «Альфа-Арт» являлось создание произведений о легендарной группе, сотрудниках спецслужб и использование песенного жанра для военно-патриотического воспитания молодежи. Впоследствии этот проект был закрыт. В ноябре 2014 года Неврединов был поощрён благодарностью президента Республики Татарстан Рустама Минниханова. 5 июня 2015 года Рустам был награждён премией «Музея шансона» за вклад в развитие жанра.
Живёт в городе Балашиха, работает в Москве.

## Семья
- Отец — Неврединов Абдулла Фатихович (5 сентября 1927 — 1982) — полковник.
- Жена (с 2003 года) — Олеся Борисовна Неврединова (творч. псевдоним — Борисова; род. 8 сентября, 1971 года, Киев) — российская поэтесса, член Союза писателей РФ, член-корреспондент Академии поэзии РФ, член Международной ассоциации писателей и публицистов[2].

## Фильмография

### Композитор
- 2005 год — «Марк Захаров. Учитель, который построил Дом» (документальный)[19]

## Книги
- 2012 год — «Полковник особого отдела. Архивы памяти» (Издательство: «Союз», «Подкидышев и сыновья»)[2]

## Авторская дискография
- 2003 — Галина Журавлёва «Загуляла» (CD)
- 2006 — Рустам Неврединов «Альфа идёт!» (CD)
- 2008 — «ИСПОВЕДЬ. Николай Караченцов представляет песни Рустама Неврединова» (CD)
- 2012 — Рустам Неврединов «Любимые песни полковника особого отдела» (CD)[2]

### Известные песни
- «Мой поезд ещё не ушёл» (слова Симона Осиашвили), исполняет Николай Караченцов
- «Судьба актёрская» (слова Юлии Нифонтовой), исполняет Николай Караченцов (впоследствии исполнила так же Елена Камбурова)
- «Дни сентября» (слова Елены Голубенковой), исполняют Журга (Галина Журавлёва) и Николай Караченцов
- «Архангел Михаил» (слова Олеси Борисовой), исполняют Николай Караченцов и камерный хор «Богородская капелла»[20]
- «В Храме искусства» (слова Олеси Борисовой), исполняет Николай Караченцов
- «Девонька» (слова Олеси Борисовой), исполняет Павел Смеян
- «Теплоход прогулочный» (слова Михаила Танича), исполняет Валерий Сюткин
- «Бобслей» (слова Олеси Борисовой), исполняют Валерий Сюткин и Журга (Галина Журавлёва)
- «Татарское село» (слова Рустама Неврединова), исполняет Ренат Ибрагимов
- «Алмаз моей души» (слова Рустама Неврединова), исполняет Ренат Ибрагимов
- «Кустанай» (слова Рустама Неврединова), исполняет Ренат Ибрагимов
- «Шүрәле» (слова Назифы Каримовой), исполняет Ренат Ибрагимов
- «Память» («Семьдесят пять») (слова Валерия Парфёнова и Олеси Борисовой), исполняет Лев Лещенко
- «Память» (слова Рустама Неврединова), исполняет Рустам Неврединов
- «Старик» (слова Валерия Парфёнова и Олеси Борисовой), исполняет Дмитрий Дюжев
- «Вы Россию несли на руках!» (слова Олеси Борисовой), исполняет Рустам Неврединов
- «Альфа идёт!» (слова Олеси Борисовой), исполняет Рустам Неврединов
- «Весна на поклонной горе» (слова Олеси Борисовой), исполняет Рустам Неврединов
- «Зеро» (слова Олеси Борисовой), исполняет Рустам Неврединов
- «Молитва России» (слова Олеси Борисовой), исполняет Рустам Неврединов
- «Я Россию люблю!» (слова Олеси Борисовой), исполняет Рустам Неврединов
- «Дорога» (слова Олеси Борисовой), исполняет Рустам Неврединов
- «За кадром» (слова Олеси Борисовой), исполняет Рустам Неврединов
- «Белый храм» (слова Олеси Борисовой), исполняет Рустам Неврединов
- «Лубянская площадь» (слова Олеси Борисовой), исполняет Рустам Неврединов
- «За кадром» (слова Олеси Борисовой), исполняет Рустам Неврединов
- «Папа Карло» (слова Симона Осиашвили), исполняет детский коллектив «Непоседы»[21]
- «Листопад» (слова Михаила Танича), исполняет Журга (Галина Журавлёва)